# Волья (приток Велвы)
Волья — река в России, протекает в Кудымкарском районе Пермского края. Устье реки находится в 181 км по левому берегу реки Велва. Длина реки составляет 10 км.
Исток реки на южных склонах горы Верховье (264 м НУМ) (Верхнекамская возвышенность) на границе с Усольским районом в 11 км к северо-востоку от села Каменка. Исток находится на водоразделе бассейна Иньвы с бассейнами Уролки и Полуденного Кондаса. Река течёт на юго-запад, всё течение проходит по ненаселённому лесу. Впадает в Велву выше села Каменка.

## Данные водного реестра
По данным государственного водного реестра России относится к Камскому бассейновому округу, водохозяйственный участок реки — Кама от города Березники до Камского гидроузла, без реки Косьва (от истока до Широковского гидроузла), Чусовая и Сылва, речной подбассейн реки — бассейны притоков Камы до впадения Белой. Речной бассейн реки — Кама.
Код объекта в государственном водном реестре — 10010100912111100008144.